# Storskogens naturreservat, Uppsala kommun
Storskogens naturreservat är ett naturreservat i Uppsala kommun i Uppsala län.
Området är naturskyddat sedan 2014 och är 275 hektar stort. Reservatet består av blandad löv- och barrskog, skog med grova granar och ren tallskog. 